# ستيفن غالاغير
ستيفن غالاغير (بالإنجليزية: Stephen Gallagher)‏ (13 أكتوبر 1954، سالفورد في المملكة المتحدة)؛ كاتب سيناريو وروائي بريطاني.

## روابط خارجية
- ستيفن غالاغير على موقع IMDb (الإنجليزية)
- ستيفن غالاغير على موقع ألو سيني (الفرنسية)
- ستيفن غالاغير على موقع ميوزك برينز (الإنجليزية)
- ستيفن غالاغير على موقع أول موفي (الإنجليزية)
- ستيفن غالاغير على موقع قاعدة بيانات الأفلام السويدية (السويدية)
- ستيفن غالاغير على موقع قاعدة بيانات الفيلم (الإنجليزية)
- ستيفن غالاغير على موقع كينوبويسك (الروسية)